# Turul României 2012
Turul României 2012 a fost cea de-a 49-a ediție a Turului României, numit și „Mica Buclă”.
Traseul din acest an a inclus cățărările din ediția anterioară, respectiv Pasul Ciumârna (1.100 m) și Pasul Pașcanu (1.040 m), în etapa a patra, și Pasul Borsec (1.105 m), în etapa a cincea, cu excepția Transfăgărășanului, care a fost înlocuit în ediția de anul acesta cu Transalpina (2.145 m), ce a fost parcursă în etapa a șaptea. De asemenea, spre deosebire de anul precedent, finalul turului din acest an a fost în localitatea Marghita, după o transbordare a caravanei la Salonta.
La această  ediție au luat startul 82 de rutieri de la 14 echipe, dintre care 3 continentale, iar 4 românești. Echipele Konya Torku Şekerspor din Turcia și Marcpol Team din Polonia nu au mai luat startul, fiind înscrisă în locul lor echipa Moldovei.
Televiziunea Neptun TV a continuat și în acest an difuzarea rezumatelor de câte o oră ale fiecărei zile de concurs, inclusiv cu imagini filmate din elicopter.

## Tricouri distinctive
- Tricoul galben  – liderul clasamentului general (pe timp)
- Tricoul alb – cel mai combativ ciclist (liderul clasamentului pe puncte acordate la finalurile de etapă)
- Tricoul verde – cel mai bun cățărător (liderul clasamentului pe puncte al cățărărilor)
- Tricoul roșu – cel mai bun sprinter (liderul clasamentului sprinturilor intermediare)
- Tricoul albastru – cel mai bun român (în clasamentul pe timp)
- Tricoul tricolor – cel mai bun tânăr român (în clasamentul pe timp)

## Echipe
| - România Lotul Național Clubul Sportiv Otopeni Mazicon București Tușnad Cycling Team (continentală) - Bulgaria Hemus 1986 Troyan Nessebar Shockblaze - Cehia Team Forman Cinelli - Germania Team Ur-Krostitzer-Univega | - Grecia Tableware (continentală) - Italia Cycling Team Friuli - Moldova Lotul Național - Ucraina Lotul Național ISD Lampre Continental (continentală) - Ungaria Close2-Carrera-Gi-Esse |

## Clasamente
| Etapa          | Câștigător         | Lider la general   | Cel mai combativ   | Cel mai bun cățărător | Cel mai bun sprinter | Cel mai bun român | Cel mai bun tânăr | Clasament echipe |
| -------------- | ------------------ | ------------------ | ------------------ | --------------------- | -------------------- | ----------------- | ----------------- | ---------------- |
| P              | Ioannis Tamouridis | Ioannis Tamouridis | Andrei Nechita     | Matija Kvasina        | Oleksandr Golovash   | Eduard Grosu      | Zoltan Sipos      | România          |
| 1              | Andriy Kulyk       | Ioannis Tamouridis | Ioannis Tamouridis | Matija Kvasina        | Alexandru Ciocan     | Andrei Nechita    | Zoltan Sipos      | România          |
| 2              | Maksym Vasyliev    | Ioannis Tamouridis | Ioannis Tamouridis | Matija Kvasina        | Oleksandr Golovash   | Andrei Nechita    | Zoltan Sipos      | România          |
| 3              | Andriy Kulyk       | Ioannis Tamouridis | Andriy Kulyk       | Anatoliy Pakhutsov    | Oleksandr Golovash   | Andrei Nechita    | Zoltan Sipos      | România          |
| 4              | Matija Kvasina     | Matija Kvasina     | Ioannis Tamouridis | Anatoliy Pakhutsov    | Oleksandr Golovash   | Andrei Nechita    | Valentin Pleșea   | ISD Lampre       |
| 5              | Andriy Kulyk       | Matija Kvasina     | Andriy Kulyk       | Johannes Heider       | Oleksandr Golovash   | Andrei Nechita    | Alexandru Stancu  | ISD Lampre       |
| 6              | Ioannis Tamouridis | Matija Kvasina     | Ioannis Tamouridis | Anatoly Pakhtusov     | Oleksandr Golovash   | Andrei Nechita    | Alexandru Stancu  | ISD Lampre       |
| 7              | Victor De La Parte | Matija Kvasina     | Ioannis Tamouridis | Johannes Heider       | Oleksandr Golovash   | Andrei Nechita    | Valentin Pleșea   | Ucraina          |
| 8              | Ioannis Tamouridis | Matija Kvasina     | Ioannis Tamouridis | Johannes Heider       | Oleksandr Golovash   | Andrei Nechita    | Valentin Pleșea   | Ucraina          |
| Clasări finale | Clasări finale     | Matija Kvasina     | Ioannis Tamouridis | Johannes Heider       | Oleksandr Golovash   | Andrei Nechita    | Valentin Pleșea   | Ucraina          |

## Etape

### Prolog
Sâmbătă, 2 iunie: Bulevardul Mamaia, contratimp individual, 8 km
Clasament prolog
|    | Ciclist                  | Echipa                     | Timpul   |
| -- | ------------------------ | -------------------------- | -------- |
| 1  | Ioannis Tamouridis (GRE) | Tableware                  | 00:10:08 |
| 2  | Andrei Nechita (ROM)     | România                    | +5s      |
| 3  | Matija Kvasina (CRO)     | Tușnad Cycling Team        | +7s      |
| 4  | Oleksandr Golovash (UKR) | Ucraina                    | +10s     |
| 5  | Eduard Grosu (ROM)       | România                    | +20s     |
| 6  | Zoltan Sipos (ROM)       | România                    | +21s     |
| 7  | Sergiu Cioban (MDA)      | Tușnad Cycling Team        | +23s     |
| 8  | Victor De La Parte (ESP) | Tableware                  | +24s     |
| 9  | Martin Grashev (BUL)     | Nessebar Shockblaze        | +24s     |
| 10 | Stefan Gaebel (GER)      | Team Ur-Krostitzer-Univega | +25s     |

### Etapa 1
Sâmbătă, 2 iunie: Giurgeni – Brăila – Galați, 142 km
| Țăndărei, km 20 | Țăndărei, km 20            | Țăndărei, km 20 |
| --------------- | -------------------------- | --------------- |
| Poz             |                            | Pct             |
| 1               | Alexandru Ciocan (ROM)     | 5               |
| 2               | Oleksandr Martynenko (UKR) | 3               |
| 3               | Alexander Braico (MDA)     | 1               |

| Însurăței, km 71 | Însurăței, km 71         | Însurăței, km 71 |
| ---------------- | ------------------------ | ---------------- |
| Poz              |                          | Pct              |
| 1                | Alexandru Ciocan (ROM)   | 5                |
| 2                | Sergiu Cioban (MDA)      | 3                |
| 3                | Oleksandr Golovash (UKR) | 1                |

| Lacul Sărat, km 120 | Lacul Sărat, km 120      | Lacul Sărat, km 120 |
| ------------------- | ------------------------ | ------------------- |
| Poz                 |                          | Pct                 |
| 1                   | Oleksandr Golovash (UKR) | 5                   |
| 2                   | Sergiu Cioban (MDA)      | 3                   |
| 3                   | Alexandru Ciocan (ROM)   | 1                   |

|    | Ciclist                  | Echipa                 | Timpul   |
| -- | ------------------------ | ---------------------- | -------- |
| 1  | Andriy Kulyk (UKR)       | Ucraina                | 02:59:04 |
| 2  | Joaquin Sobrino (ESP)    | Tableware              | a.t.     |
| 3  | Ioannis Tamouridis (GRE) | Tableware              | a.t.     |
| 4  | Marco Fusaz (ITA)        | Cycling Team Friuli    | a.t.     |
| 5  | Riccardo Bolzan (ITA)    | Cycling Team Friuli    | a.t.     |
| 6  | Andrei Nechita (ROM)     | România                | a.t.     |
| 7  | Maksym Vasyliev (UKR)    | ISD Lampre Continental | a.t.     |
| 8  | Alexander Braico (MDA)   | Tușnad Cycling Team    | a.t.     |
| 9  | Manuel Fedele (ITA)      | Hemus 1896 Troyan      | a.t.     |
| 10 | Alexandru Ciocan (ROM)   | CS Otopeni             | a.t.     |

|    | Ciclist                  | Echipa                     | Timpul   |
| -- | ------------------------ | -------------------------- | -------- |
| 1  | Ioannis Tamouridis (GRE) | Tableware                  | 03:09:08 |
| 2  | Andrei Nechita (ROM)     | România                    | +9s      |
| 3  | Matija Kvasina (CRO)     | Tușnad Cycling Team        | +10s     |
| 4  | Oleksandr Golovash (UKR) | Ucraina                    | +14s     |
| 5  | Zoltan Sipos (ROM)       | România                    | +25s     |
| 6  | Sergiu Cioban (MDA)      | Tușnad Cycling Team        | +27s     |
| 7  | Victor De La Parte (ESP) | Tableware                  | +28s     |
| 8  | Martin Grashev (BUL)     | Nessebar Shockblaze        | +28s     |
| 9  | Stefan Gaebel (GER)      | Team Ur-Krostitzer-Univega | +29s     |
| 10 | Stanislav Zaraliev (BUL) | Nessebar Shockblaze        | +29s     |

### Etapa 2
Duminică, 3 iunie: Galați – Tecuci – Bârlad – Vaslui, 180 km
| Tecuci, km 72 | Tecuci, km 72            | Tecuci, km 72 |
| ------------- | ------------------------ | ------------- |
| Poz           |                          | Pct           |
| 1             | Bernárd Bendegúz (HUN)   | 5             |
| 2             | Oleksandr Golovash (UKR) | 3             |
| 3             | Eduard Grosu (ROM)       | 1             |

| Bârlad, km 123 | Bârlad, km 123           | Bârlad, km 123 |
| -------------- | ------------------------ | -------------- |
| Poz            |                          | Pct            |
| 1              | Oleksandr Golovash (UKR) | 5              |
| 2              | Alexandru Ciocan (ROM)   | 3              |
| 3              | Maksym Vasyliev (UKR)    | 1              |

| Crasna, km 160 | Crasna, km 160           | Crasna, km 160 |
| -------------- | ------------------------ | -------------- |
| Poz            |                          | Pct            |
| 1              | Oleksandr Golovash (UKR) | 5              |
| 2              | Andrey Bratashchuk (UKR) | 3              |
| 3              | Dmytro Popov (UKR)       | 1              |

|    | Ciclist                  | Echipa              | Timpul   |
| -- | ------------------------ | ------------------- | -------- |
| 1  | Maksym Vasyliev (UKR)    | Lampre Continental  | 03:51:59 |
| 2  | Enrico Franzoi (ITA)     | Cycling Team Friuli | a.t.     |
| 3  | Ioannis Tamouridis (GRE) | Tableware           | a.t.     |
| 4  | Joaquin Sobrino (ESP)    | Tableware           | a.t.     |
| 5  | Andriy Kulyk (UKR)       | Ucraina             | a.t.     |
| 6  | Andrei Nechita (ROM)     | România             | a.t.     |
| 7  | Riccardo Bolzan (ITA)    | Cycling Team Friuli | a.t.     |
| 8  | Eduard Grosu (ROM)       | România             | a.t.     |
| 9  | Marco Fusaz (ITA)        | Cycling Team Friuli | a.t.     |
| 10 | Alexander Braico (MDA)   | Tușnad Cycling Team | a.t.     |

|    | Ciclist                  | Echipa                 | Timpul   |
| -- | ------------------------ | ---------------------- | -------- |
| 1  | Ioannis Tamouridis (GRE) | Tableware              | 07:01:03 |
| 2  | Andrei Nechita (ROM)     | România                | +13s     |
| 3  | Matija Kvasina (CRO)     | Tușnad Cycling Team    | +15s     |
| 4  | Oleksandr Golovash (UKR) | Ucraina                | +18s     |
| 5  | Zoltan Sipos (ROM)       | România                | +29s     |
| 6  | Maksym Vasyliev (UKR)    | ISD Lampre Continental | +30s     |
| 7  | Sergiu Cioban (MDA)      | Tușnad Cycling Team    | +31s     |
| 8  | Victor De La Parte (ESP) | Tableware              | +32s     |
| 9  | Martin Grashev (BUL)     | Nessebar Shockblaze    | +32s     |
| 10 | Enrico Franzoi (ITA)     | Cycling Team Friuli    | +33s     |

### Etapa 3
Luni, 4 iunie: Iași – Târgu Frumos – Botoșani, 117 km
| Târgu Frumos, km 41 | Târgu Frumos, km 41       | Târgu Frumos, km 41 |
| ------------------- | ------------------------- | ------------------- |
| Poz                 |                           | Pct                 |
| 1                   | Maksym Vasyliev (UKR)     | 5                   |
| 2                   | Oleksandr Martyenko (UKR) | 3                   |
| 3                   | Oleksandr Golovash (UKR)  | 1                   |

| Cotnari, km 57 | Cotnari, km 57           | Cotnari, km 57 |
| -------------- | ------------------------ | -------------- |
| Poz            |                          | Pct            |
| 1              | Marco Fusaz (ITA)        | 5              |
| 2              | Oleksandr Golovash (UKR) | 3              |
| 3              | Alexandru Ciocan (ROM)   | 1              |

| Hârlău, km 68 | Hârlău, km 68            | Hârlău, km 68 |
| ------------- | ------------------------ | ------------- |
| Poz           |                          | Pct           |
| 1             | Oleksandr Golovash (UKR) | 5             |
| 2             | Alexandru Ciocan (ROM)   | 3             |
| 3             | Marco Fusaz (ITA)        | 1             |

|    | Ciclist                   | Echipa                 | Timpul   |
| -- | ------------------------- | ---------------------- | -------- |
| 1  | Andriy Kulyk (UKR)        | Ucraina                | 02:36:28 |
| 2  | Maksym Vasyliev (UKR)     | ISD Lampre Continental | a.t.     |
| 3  | Oleksandr Martyenko (UKR) | ISD Lampre Continental | a.t.     |
| 4  | Eduard Grosu (ROM)        | România                | a.t.     |
| 5  | Ioannis Tamouridis (GRE)  | Tableware              | a.t.     |
| 6  | Aleksandar Aleksiev (BUL) | Nessebar Shockblaze    | a.t.     |
| 7  | Matija Kvasina (CRO)      | Tușnad Cycling Team    | a.t.     |
| 8  | Evgeni Gerganov (BUL)     | Tușnad Cycling Team    | a.t.     |
| 9  | Oleksandr Golovash (UKR)  | Ucraina                | a.t.     |
| 10 | Andrei Nechita (ROM)      | România                | a.t.     |

|    | Ciclist                  | Echipa                 | Timpul   |
| -- | ------------------------ | ---------------------- | -------- |
| 1  | Ioannis Tamouridis (GRE) | Tableware              | 09:37:31 |
| 2  | Andrei Nechita (ROM)     | România                | +13s     |
| 3  | Matija Kvasina (CRO)     | Tușnad Cycling Team    | +15s     |
| 4  | Oleksandr Golovash (UKR) | Ucraina                | +18s     |
| 5  | Maksym Vasyliev (UKR)    | România                | +24s     |
| 6  | Zoltan Sipos (ROM)       | ISD Lampre Continental | +29s     |
| 7  | Sergiu Cioban (MDA)      | Tușnad Cycling Team    | +31s     |
| 8  | Victor De La Parte (ESP) | Tableware              | +32s     |
| 9  | Martin Grashev (BUL)     | Nessebar Shockblaze    | +32s     |
| 10 | Enrico Franzoi (ITA)     | Cycling Team Friuli    | +33s     |

### Etapa 4
Marți, 5 iunie: Siret – Rădăuți – Suceava, 159 km
| Rădăuți, km 16 | Rădăuți, km 16           | Rădăuți, km 16 |
| -------------- | ------------------------ | -------------- |
| Poz            |                          | Pct            |
| 1              | Oleksandr Golovash (UKR) | 5              |
| 2              | Andriy Kulyk (UKR)       | 3              |
| 3              | Artem Tesler (UKR)       | 1              |

| Câmpulung Moldovenesc, km 92 | Câmpulung Moldovenesc, km 92 | Câmpulung Moldovenesc, km 92 |
| ---------------------------- | ---------------------------- | ---------------------------- |
| Poz                          |                              | Pct                          |
| 1                            | Eduard Grosu (ROM)           | 5                            |
| 2                            | Pavlin Balinski (BUL)        | 3                            |
| 3                            | Enrico Franzoi (ITA)         | 1                            |

| Gura Humorului, km 127 | Gura Humorului, km 127 | Gura Humorului, km 127 |
| ---------------------- | ---------------------- | ---------------------- |
| Poz                    |                        | Pct                    |
| 1                      | Iurii Leontenko (UKR)  | 5                      |
| 2                      | Alexandru Stancu (ROM) | 3                      |
| 3                      | Johannes Heider (GER)  | 1                      |

| Sucevița, km 51, cat A | Sucevița, km 51, cat A | Sucevița, km 51, cat A |
| ---------------------- | ---------------------- | ---------------------- |
| Poz                    |                        | Pct                    |
| 1                      | Joaquin Sobrino (ESP)  | 15                     |
| 2                      | Johannes Heider (GER)  | 10                     |
| 3                      | Evgeni Gerganov (BUL)  | 8                      |

| Sadova, km 79, cat A | Sadova, km 79, cat A     | Sadova, km 79, cat A |
| -------------------- | ------------------------ | -------------------- |
| Poz                  |                          | Pct                  |
| 1                    | Victor De La Parte (ESP) | 15                   |
| 2                    | Anatoly Pakhtusov (UKR)  | 10                   |
| 3                    | Alexander Braico (MDA)   | 8                    |

|    | Ciclist                   | Echipa                 | Timpul   |
| -- | ------------------------- | ---------------------- | -------- |
| 1  | Matija Kvasina (CRO)      | Tușnad Cycling Team    | 03:48:56 |
| 2  | Andrei Nechita (ROM)      | România                | a.t.     |
| 3  | Denys Karnulin (UKR)      | ISD Lampre Continental | a.t.     |
| 4  | Henrich Berger (GER)      | Mazicon București      | a.t.     |
| 5  | Maksym Vasyliev (UKR)     | ISD Lampre Continental | a.t.     |
| 6  | Enrico Franzoi (ITA)      | Cycling Team Friuli    | a.t.     |
| 7  | Victor De La Parte (ESP)  | Tableware              | a.t.     |
| 8  | Andrey Bratashchuk (UKR)  | Ucraina                | +26s     |
| 9  | Aleksandar Aleksiev (BUL) | Nessebar Shockblaze    | +35s     |
| 10 | Alexandru Stancu (ROM)    | CS Otopeni             | +35s     |

|    | Ciclist                  | Echipa                     | Timpul   |
| -- | ------------------------ | -------------------------- | -------- |
| 1  | Matija Kvasina (CRO)     | Tușnad Cycling Team        | 13:26:32 |
| 2  | Andrei Nechita (ROM)     | România                    | +2s      |
| 3  | Maksym Vasyliev (UKR)    | ISD Lampre Continental     | +19s     |
| 4  | Victor De La Parte (ESP) | Tableware                  | +27s     |
| 5  | Enrico Franzoi (ITA)     | Cycling Team Friuli        | +28s     |
| 6  | Denys Karnulin (UKR)     | ISD Lampre Continental     | +35s     |
| 7  | Henrich Berger (GER)     | Mazicon București          | +1m 24s  |
| 8  | Iurii Leontenko (UKR)    | Ucraina                    | +1m 54s  |
| 9  | Johannes Heider (GER)    | Team Ur-Krostitzer-Univega | +2m 09s  |
| 10 | Valentin Pleșea (ROM)    | CS Otopeni                 | +2m 22s  |

### Etapa 5
Miercuri, 6 iunie: Poiana Largului – Toplița – Reghin – Târgu Mureș, 167 km
| Toplița, km 57 | Toplița, km 57           | Toplița, km 57 |
| -------------- | ------------------------ | -------------- |
| Poz            |                          | Pct            |
| 1              | Dmytro Popov (UKR)       | 5              |
| 2              | István Molnár (HUN)      | 3              |
| 3              | Stanislav Zaraliev (BUL) | 1              |

| Deda, km 110 | Deda, km 110             | Deda, km 110 |
| ------------ | ------------------------ | ------------ |
| Poz          |                          | Pct          |
| 1            | Dmytro Popov (UKR)       | 5            |
| 2            | Stanislav Zaraliev (BUL) | 3            |
| 3            | István Molnár (HUN)      | 1            |

| Reghin, km 133 | Reghin, km 133           | Reghin, km 133 |
| -------------- | ------------------------ | -------------- |
| Poz            |                          | Pct            |
| 1              | István Molnár (HUN)      | 5              |
| 2              | Dmytro Popov (UKR)       | 3              |
| 3              | Stanislav Zaraliev (BUL) | 1              |

| Cățărări \| Borsec, km 46, cat A \| Borsec, km 46, cat A \| Borsec, km 46, cat A \| \| -------------------- \| ------------------------ \| -------------------- \| \| Poz \| \| Pct \| \| 1 \| Dmytro Popov (UKR) \| 15 \| \| 2 \| István Molnár (HUN) \| 10 \| \| 3 \| Stanislav Zaraliev (BUL) \| 8 \| |                          |     |
| Borsec, km 46, cat A |                          |     |
| Poz |                          | Pct |
| 1 | Dmytro Popov (UKR)       | 15  |
| 2 | István Molnár (HUN)      | 10  |
| 3 | Stanislav Zaraliev (BUL) | 8   |

|    | Ciclist                  | Echipa                 | Timpul   |
| -- | ------------------------ | ---------------------- | -------- |
| 1  | Andriy Kulyk (UKR)       | Ucraina                | 04:03:43 |
| 2  | Joaquin Sobrino (ESP)    | Tableware              | a.t.     |
| 3  | Krisztián Lovassy (HUN)  | Tușnad Cycling Team    | a.t.     |
| 4  | Ioannis Tamouridis (GRE) | Tableware              | a.t.     |
| 5  | Artem Tesler (UKR)       | Ucraina                | a.t.     |
| 6  | Maksym Vasyliev (UKR)    | ISD Lampre Continental | a.t.     |
| 7  | Eduard Grosu (ROM)       | România                | a.t.     |
| 8  | Christian Grazian (ITA)  | Cycling Team Friuli    | a.t.     |
| 9  | Andrei Nechita (ROM)     | România                | a.t.     |
| 10 | Marco Fusaz (ITA)        | Cycling Team Friuli    | a.t.     |

|    | Ciclist                  | Echipa                     | Timpul   |
| -- | ------------------------ | -------------------------- | -------- |
| 1  | Matija Kvasina (CRO)     | Tușnad Cycling Team        | 17:30:15 |
| 2  | Andrei Nechita (ROM)     | România                    | +2s      |
| 3  | Maksym Vasyliev (UKR)    | ISD Lampre Continental     | +19s     |
| 4  | Victor De La Parte (ESP) | Tableware                  | +27s     |
| 5  | Enrico Franzoi (ITA)     | Cycling Team Friuli        | +28s     |
| 6  | Denys Karnulin (UKR)     | ISD Lampre Continental     | +35s     |
| 7  | Henrich Berger (GER)     | Mazicon București          | +1m 24s  |
| 8  | Iurii Leontenko (UKR)    | Ucraina                    | +1m 54s  |
| 9  | Johannes Heider (GER)    | Team Ur-Krostitzer-Univega | +2m 09s  |
| 10 | Alexandru Stancu (ROM)   | CS Otopeni                 | +2m 42s  |

### Etapa 6
Joi, 7 iunie: Agnita – Sibiu – Râmnicu Vâlcea, 156 km
| Sibiu, km 61 | Sibiu, km 61             | Sibiu, km 61 |
| ------------ | ------------------------ | ------------ |
| Poz          |                          | Pct          |
| 1            | Oleksandr Golovash (UKR) | 5            |
| 2            | Ioannis Tamouridis (GRE) | 3            |
| 3            | Riccardo Bolzan (ITA)    | 1            |

| Brezoi, km 123 | Brezoi, km 123           | Brezoi, km 123 |
| -------------- | ------------------------ | -------------- |
| Poz            |                          | Pct            |
| 1              | Oleksandr Golovash (UKR) | 5              |
| 2              | Riccardo Bolzan (ITA)    | 3              |
| 3              | Ioannis Tamouridis (GRE) | 1              |

| Căciulata, km 134 | Căciulata, km 134        | Căciulata, km 134 |
| ----------------- | ------------------------ | ----------------- |
| Poz               |                          | Pct               |
| 1                 | Oleksandr Golovash (UKR) | 5                 |
| 2                 | Riccardo Bolzan (ITA)    | 3                 |
| 3                 | Ioannis Tamouridis (GRE) | 1                 |

| Cățărări \| Bârghiș, km 8, cat C \| Bârghiș, km 8, cat C \| Bârghiș, km 8, cat C \| \| -------------------- \| ------------------------- \| -------------------- \| \| Poz \| \| Pct \| \| 1 \| Anatoly Pakhtusov (UKR) \| 3 \| \| 2 \| Johannes Heider (GER) \| 2 \| \| 3 \| Oleksandr Martyenko (UKR) \| 1 \| |                           |     |
| Bârghiș, km 8, cat C |                           |     |
| Poz |                           | Pct |
| 1 | Anatoly Pakhtusov (UKR)   | 3   |
| 2 | Johannes Heider (GER)     | 2   |
| 3 | Oleksandr Martyenko (UKR) | 1   |

|    | Ciclist                  | Echipa                     | Timpul   |
| -- | ------------------------ | -------------------------- | -------- |
| 1  | Ioannis Tamouridis (GRE) | Tableware                  | 03:34:30 |
| 2  | Riccardo Bolzan (ITA)    | Cycling Team Friuli        | a.t.     |
| 3  | Alexander Tiedtke (GER)  | Team Ur-Krostitzer-Univega | a.t.     |
| 4  | Oleksandr Golovash (UKR) | Ucraina                    | a.t.     |
| 5  | Mattia Rossi (ITA)       | Cycling Team Friuli        | +3s      |
| 6  | Joaquin Sobrino (ESP)    | Tableware                  | +3s      |
| 7  | Andriy Kulyk (UKR)       | Ucraina                    | +3s      |
| 8  | Maksym Vasyliev (UKR)    | ISD Lampre Continental     | +3s      |
| 9  | Eduard Grosu (ROM)       | România                    | +3s      |
| 10 | Dmytro Volovod (UKR)     | ISD Lampre Continental     | +3s      |

|    | Ciclist                  | Echipa                     | Timpul   |
| -- | ------------------------ | -------------------------- | -------- |
| 1  | Matija Kvasina (CRO)     | Tușnad Cycling Team        | 21:04:48 |
| 2  | Andrei Nechita (ROM)     | România                    | +2s      |
| 3  | Maksym Vasyliev (UKR)    | ISD Lampre Continental     | +19s     |
| 4  | Victor De La Parte (ESP) | Tableware                  | +27s     |
| 5  | Enrico Franzoi (ITA)     | Cycling Team Friuli        | +28s     |
| 6  | Denys Karnulin (UKR)     | ISD Lampre Continental     | +35s     |
| 7  | Henrich Berger (GER)     | Mazicon București          | +1m 24s  |
| 8  | Iurii Leontenko (UKR)    | Ucraina                    | +1m 54s  |
| 9  | Johannes Heider (GER)    | Team Ur-Krostitzer-Univega | +2m 19s  |
| 10 | Alexandru Stancu (ROM)   | CS Otopeni                 | +2m 42s  |

### Etapa 7
Vineri, 8 iunie: Râmnicu Vâlcea – Novaci – Rânca – Vârful Păpușa, 122 km
| Horezu, km 45 | Horezu, km 45          | Horezu, km 45 |
| ------------- | ---------------------- | ------------- |
| Poz           |                        | Pct           |
| 1             | Alexandru Ciocan (ROM) | 5             |
| 2             | Dmytro Popov (UKR)     | 3             |
| 3             | Stefan Gaebel (GER)    | 1             |

| Novaci, km 96 | Novaci, km 96          | Novaci, km 96 |
| ------------- | ---------------------- | ------------- |
| Poz           |                        | Pct           |
| 1             | Alexandru Ciocan (ROM) | 5             |
| 2             | Dmytro Popov (UKR)     | 3             |
| 3             | Stefan Gaebel (GER)    | 1             |

| Bârlogu, km 26, cat C | Bârlogu, km 26, cat C   | Bârlogu, km 26, cat C |
| --------------------- | ----------------------- | --------------------- |
| Poz                   |                         | Pct                   |
| 1                     | Eduard Grosu (ROM)      | 3                     |
| 2                     | Christian Grazian (ITA) | 2                     |
| 3                     | Stefan Gaebel (GER)     | 1                     |

| Negrulești, km 37, cat C | Negrulești, km 37, cat C | Negrulești, km 37, cat C |
| ------------------------ | ------------------------ | ------------------------ |
| Poz                      |                          | Pct                      |
| 1                        | Dmytro Popov (UKR)       | 3                        |
| 2                        | Eduard Grosu (ROM)       | 2                        |
| 3                        | Stefan Gaebel (GER)      | 1                        |

| Poienari, km 70, cat C | Poienari, km 70, cat C | Poienari, km 70, cat C |
| ---------------------- | ---------------------- | ---------------------- |
| Poz                    |                        | Pct                    |
| 1                      | Dmytro Popov (UKR)     | 3                      |
| 2                      | Stefan Gaebel (GER)    | 2                      |
| 3                      | Eduard Grosu (ROM)     | 1                      |

| Vârful Păpușa, km 122, cat A | Vârful Păpușa, km 122, cat A | Vârful Păpușa, km 122, cat A |
| ---------------------------- | ---------------------------- | ---------------------------- |
| Poz                          |                              | Pct                          |
| 1                            | Victor De La Parte (ESP)     | 15                           |
| 2                            | Matija Kvasina (CRO)         | 10                           |
| 3                            | Johannes Heider (GER)        | 8                            |

|    | Ciclist                  | Echipa                     | Timpul   |
| -- | ------------------------ | -------------------------- | -------- |
| 1  | Victor De La Parte (ESP) | Tableware                  | 03:31:36 |
| 2  | Matija Kvasina (CRO)     | Tușnad Cycling Team        | a.t.     |
| 3  | Johannes Heider (GER)    | Team Ur-Krostitzer-Univega | +30s     |
| 4  | Martin Grashev (BUL)     | Nessebar Shockblaze        | +2m 59s  |
| 5  | Denys Karnulin (UKR)     | ISD Lampre Continental     | +3m 25s  |
| 6  | Andrei Nechita (ROM)     | România                    | +4m 15s  |
| 7  | Henrich Berger (GER)     | Mazicon București          | +4m 15s  |
| 8  | Iurii Leontenko (UKR)    | Ucraina                    | +4m 36s  |
| 9  | Ioannis Tamouridis (GRE) | Tableware                  | +5m 10s  |
| 10 | Andrey Bratashchuk (UKR) | Ucraina                    | +5m 23s  |

|    | Ciclist                  | Echipa                     | Timpul   |
| -- | ------------------------ | -------------------------- | -------- |
| 1  | Matija Kvasina (CRO)     | Tușnad Cycling Team        | 24:36:18 |
| 2  | Victor De La Parte (ESP) | Tableware                  | +23s     |
| 3  | Johannes Heider (GER)    | Team Ur-Krostitzer-Univega | +2m 51s  |
| 4  | Denys Karnulin (UKR)     | ISD Lampre Continental     | +4m 06s  |
| 5  | Andrei Nechita (ROM)     | România                    | +4m 23s  |
| 6  | Henrich Berger (GER)     | Mazicon București          | +5m 45s  |
| 7  | Iurii Leontenko (UKR)    | Ucraina                    | +6m 36s  |
| 8  | Maksym Vasyliev (UKR)    | ISD Lampre Continental     | +7m 41s  |
| 9  | Enrico Franzoi (ITA)     | Cycling Team Friuli        | +7m 50s  |
| 10 | Martin Grashev (BUL)     | Nessebar Shockblaze        | +8m 20s  |

### Etapa 8
Sâmbătă, 9 iunie: Salonta – Oradea – Marghita, 113 km
| Oradea, km 34 | Oradea, km 34          | Oradea, km 34 |
| ------------- | ---------------------- | ------------- |
| Poz           |                        | Pct           |
| 1             | Alexandru Ciocan (ROM) | 5             |
| 2             | Dmytro Popov (UKR)     | 3             |
| 3             | Alexandru Stancu (ROM) | 1             |

| Secuieni, km 80 | Secuieni, km 80          | Secuieni, km 80 |
| --------------- | ------------------------ | --------------- |
| Poz             |                          | Pct             |
| 1               | Oleksandr Golovash (UKR) | 5               |
| 2               | Dmytro Popov (UKR)       | 3               |
| 3               | Artem Tesler (UKR)       | 1               |

|    | Ciclist                   | Echipa                 | Timpul   |
| -- | ------------------------- | ---------------------- | -------- |
| 1  | Ioannis Tamouridis (GRE)  | Tableware              | 02:18:23 |
| 2  | Krisztián Lovassy (HUN)   | Tușnad Cycling Team    | a.t.     |
| 3  | Eduard Grosu (ROM)        | România                | a.t.     |
| 4  | Aleksandar Aleksiev (BUL) | Nessebar Shockblaze    | a.t.     |
| 5  | Maksym Vasyliev (UKR)     | ISD Lampre Continental | a.t.     |
| 6  | Andriy Kulyk (UKR)        | Ucraina                | a.t.     |
| 7  | Andrei Nechita (ROM)      | România                | a.t.     |
| 8  | Enrico Franzoi (ITA)      | Cycling Team Friuli    | a.t.     |
| 9  | Daniele Cazzola (ITA)     | Cycling Team Friuli    | a.t.     |
| 10 | Manuel Fedele (ITA)       | Hemus 1896 Troyan      | a.t.     |

|    | Ciclist                  | Echipa                     | Timpul   |
| -- | ------------------------ | -------------------------- | -------- |
| 1  | Matija Kvasina (CRO)     | Tușnad Cycling Team        | 26:54:48 |
| 2  | Victor De La Parte (ESP) | Tableware                  | +23s     |
| 3  | Johannes Heider (GER)    | Team Ur-Krostitzer-Univega | +2m 51s  |
| 4  | Denys Karnulin (UKR)     | ISD Lampre Continental     | +4m 03s  |
| 5  | Andrei Nechita (ROM)     | România                    | +4m 16s  |
| 6  | Henrich Berger (GER)     | Mazicon București          | +5m 45s  |
| 7  | Iurii Leontenko (UKR)    | Ucraina                    | +6m 36s  |
| 8  | Maksym Vasyliev (UKR)    | ISD Lampre Continental     | +7m 34s  |
| 9  | Enrico Franzoi (ITA)     | Cycling Team Friuli        | +7m 43s  |
| 10 | Martin Grashev (BUL)     | Nessebar Shockblaze        | +8m 02s  |

## Clasamente finale
|    | Ciclist                   | Echipa                     | Timpul   |
| -- | ------------------------- | -------------------------- | -------- |
| 1  | Matija Kvasina (CRO)      | Tușnad Cycling Team        | 26:54:48 |
| 2  | Victor De La Parte (ESP)  | Tableware                  | +23s     |
| 3  | Johannes Heider (GER)     | Team Ur-Krostitzer-Univega | +2m 51s  |
| 4  | Denys Karnulin (UKR)      | ISD Lampre Continental     | +4m 03s  |
| 5  | Andrei Nechita (ROM)      | România                    | +4m 16s  |
| 6  | Henrich Berger (GER)      | Mazicon București          | +5m 45s  |
| 7  | Iurii Leontenko (UKR)     | Ucraina                    | +6m 36s  |
| 8  | Maksym Vasyliev (UKR)     | ISD Lampre Continental     | +7m 34s  |
| 9  | Enrico Franzoi (ITA)      | Cycling Team Friuli        | +7m 43s  |
| 10 | Martin Grashev (BUL)      | Nessebar Shockblaze        | +8m 02s  |
| 11 | Andrey Bratashchuk (UKR)  | Ucraina                    | +8m 57s  |
| 12 | Ioannis Tamouridis (GRE)  | Tableware                  | +9m 11s  |
| 13 | Maxim Rusanc (MDA)        | Moldova                    | +11m 46s |
| 14 | Stanislav Zaraliev (BUL)  | Nessebar Shockblaze        | +12m 18s |
| 15 | Artem Tesler (UKR)        | Ucraina                    | +12m 21s |
| 16 | Evgeni Gerganov (BUL)     | Tușnad Cycling Team        | +12m 42s |
| 17 | Aleksandar Aleksiev (BUL) | Nessebar Shockblaze        | +12m 44s |
| 18 | Spas Gyurov (BUL)         | Nessebar Shockblaze        | +12m 53s |
| 19 | Alexander Braico (MDA)    | Tușnad Cycling Team        | +12m 59s |
| 20 | Valentin Pleșea (ROM)     | CS Otopeni                 | +13m 00s |
| 21 | Anatoly Pakhtusov (UKR)   | ISD Lampre Continental     | +13m 28s |
| 22 | Pavlin Balinski (BUL)     | Hemus 1896 Troyan          | +15m 03s |
| 23 | Fabian Pohl (GER)         | Team Ur-Krostitzer-Univega | +15m 08s |
| 24 | Nicolae Țintea (ROM)      | Clubul Sportiv Otopeni     | +15m 30s |
| 25 | Eduard Grosu (ROM)        | România                    | +18m 46s |

|    | Echipa                           | Timpul      |
| -- | -------------------------------- | ----------- |
| 1  | Ucraina (UKR)                    | 81:08:42    |
| 2  | ISD Lampre (UKR)                 | +56s        |
| 3  | Tușnad Cycling Team (ROM)        | +1m 17s     |
| 4  | Nessebar Shockblaze (BUL)        | +4m 40s     |
| 5  | Tableware (GRE)                  | +7m 12s     |
| 6  | România (ROM)                    | +21m 22s    |
| 7  | Clubul Sportiv Otopeni (ROM)     | +21m 38s    |
| 8  | Team Ur-Krostitzer-Univega (GER) | +22m 28s    |
| 9  | Cycling Team Friuli (ITA)        | +48m 43s    |
| 10 | Moldova (MDA)                    | +1h 03m 00s |

| 0 | Ciclist                  | Echipa                 | Puncte |
| - | ------------------------ | ---------------------- | ------ |
| 1 | Ioannis Tamouridis (GRE) | Tableware              | 140    |
| 2 | Andriy Kulyk (UKR)       | Ucraina                | 106    |
| 3 | Maksym Vasyliev (UKR)    | ISD Lampre Continental | 97     |
| 4 | Andrei Nechita (ROM)     | România                | 92     |
| 5 | Matija Kvasina (CRO)     | Tușnad Cycling Team    | 70     |

| 0 | Ciclist                  | Echipa                     | Puncte |
| - | ------------------------ | -------------------------- | ------ |
| 1 | Johannes Heider (GER)    | Team Ur-Krostitzer-Univega | 43     |
| 2 | Victor De La Parte (ESP) | Tableware                  | 42     |
| 3 | Anatoly Pakhtusov (UKR)  | ISD Lampre Continental     | 26     |
| 4 | Dmytro Popov (UKR)       | Ucraina                    | 24     |
| 5 | Matija Kvasina (CRO)     | Tușnad Cycling Team        | 24     |

| 0 | Ciclist                  | Echipa                 | Puncte |
| - | ------------------------ | ---------------------- | ------ |
| 1 | Oleksandr Golovash (UKR) | Ucraina                | 53     |
| 2 | Alexandru Ciocan (ROM)   | CS Otopeni             | 33     |
| 3 | Dmytro Popov (UKR)       | Ucraina                | 26     |
| 4 | István Molnár (HUN)      | Close2-Carrera-Gi-Esse | 9      |
| 5 | Riccardo Bolzan (ITA)    | Cycling Team Friuli    | 7      |

| 0 | Ciclist                | Echipa     | Puncte   |
| - | ---------------------- | ---------- | -------- |
| 1 | Andrei Nechita (ROM)   | România    | 26:59:04 |
| 2 | Valentin Pleșea (ROM)  | CS Otopeni | +8m 44s  |
| 3 | Nicolae Țintea (ROM)   | CS Otopeni | +11m 14s |
| 4 | Eduard Grosu (ROM)     | România    | +14m 30s |
| 5 | Alexandru Stancu (ROM) | CS Otopeni | +15m 45s |

| 0 | Ciclist                 | Echipa     | Timpul   |
| - | ----------------------- | ---------- | -------- |
| 1 | Valentin Pleșea (ROM)   | CS Otopeni | 27:07:48 |
| 2 | Nicolae Țintea (ROM)    | CS Otopeni | +2m 30s  |
| 3 | Eduard Grosu (ROM)      | România    | +5m 46s  |
| 4 | Alexandru Stancu (ROM)  | CS Otopeni | +7m 01s  |
| 5 | Alexandru Cațavei (ROM) | România    | +14m 01s |

## Lista rutierilor
| România (ROM) · ROU   | România (ROM) · ROU                         | România (ROM) · ROU | România (ROM) · ROU |
| --------------------- | ------------------------------------------- | ------------------- | ------------------- |
| #                     |                                             | Ani                 | Poz                 |
| 1                     | Andrei Nechita (ROU) · → Campionul României | 24                  | 5                   |
| 2                     | Alexandru Cațavei (ROU)                     | 22                  | 31                  |
| 3                     | Zoltan Sipos (ROU)                          | 20                  | 44                  |
| 4                     | Nandor Lazăr (ROU)                          | 20                  | AB-2                |
| 5                     | Szabolcs Sebestien (ROU)                    | 21                  | 66                  |
| 6                     | Eduard Grosu (ROU)                          | 19                  | 25                  |
| Manager: Radu Selejan |                                             |                     |                     |

| Cycling Team Friuli (ITA) · CTF | Cycling Team Friuli (ITA) · CTF | Cycling Team Friuli (ITA) · CTF | Cycling Team Friuli (ITA) · CTF |
| ------------------------------- | ------------------------------- | ------------------------------- | ------------------------------- |
| #                               |                                 | Ani                             | Poz                             |
| 7                               | Daniele Cazzola (ITA)           | 19                              | 59                              |
| 8                               | Riccardo Bolzan (ITA)           | 21                              | 37                              |
| 9                               | Marco Fusaz (ITA)               | 22                              | 46                              |
| 10                              | Enrico Franzoi (ITA)            | 29                              | 9                               |
| 11                              | Mattia Rossi (ITA)              | 21                              | 49                              |
| 12                              | Christian Grazian (ITA)         | 22                              | 45                              |
| Manager: Renzo Boscolo          |                                 |                                 |                                 |

| Tableware (GRE) · SPT      | Tableware (GRE) · SPT                          | Tableware (GRE) · SPT | Tableware (GRE) · SPT |
| -------------------------- | ---------------------------------------------- | --------------------- | --------------------- |
| #                          |                                                | Ani                   | Poz                   |
| 13                         | Dimitrios Polydoropoulos (GRE)                 | 23                    | 51                    |
| 14                         | Vasileios Simantiarkis (GRE)                   | 23                    | 33                    |
| 15                         | Victor De La Parte (ESP)                       | 25                    | 2                     |
| 16                         | Joaquin Sobrino (ESP)                          | 29                    | DNS-7                 |
| 17                         | Artem Topchanyuk (UKR)                         | 23                    | DNS-5                 |
| 18                         | Ioannis Tamouridis (GRE) · → Campionul Greciei | 31                    | 12                    |
| Manager: Georgios Maniatis |                                                |                       |                       |

| Hemus 1896 Troyan (BUL) · HEM | Hemus 1896 Troyan (BUL) · HEM | Hemus 1896 Troyan (BUL) · HEM | Hemus 1896 Troyan (BUL) · HEM |
| ----------------------------- | ----------------------------- | ----------------------------- | ----------------------------- |
| #                             |                               | Ani                           | Poz                           |
| 19                            | Pavlin Balinski (BUL)         | 23                            | 22                            |
| 20                            | Manuel Fedele (ITA)           | 25                            | 54                            |
| 21                            | Aleksander Kabalov (RUS)      | 26                            | AB-1                          |
| 22                            | Minko Hinkov (BUL)            | 18                            | 65                            |
| 23                            | Stanimir Cholakov (BUL)       | 20                            | 64                            |
| Manager: Todor Kolev          |                               |                               |                               |

| ISD Lampre Continental (UKR) · ISD | ISD Lampre Continental (UKR) · ISD | ISD Lampre Continental (UKR) · ISD | ISD Lampre Continental (UKR) · ISD |
| ---------------------------------- | ---------------------------------- | ---------------------------------- | ---------------------------------- |
| #                                  |                                    | Ani                                | Poz                                |
| 25                                 | Anatoly Pakhtusov (UKR)            | 27                                 | 21                                 |
| 26                                 | Oleksandr Martyenko (UKR)          | 22                                 | 48                                 |
| 27                                 | Maksym Vasyliev (UKR)              | 22                                 | 8                                  |
| 28                                 | Denys Karnulin (UKR)               | 21                                 | 4                                  |
| 29                                 | Vladyslav Bakumenko (UKR)          | 20                                 | 38                                 |
| 30                                 | Dmytro Volovod (UKR)               | 20                                 | 47                                 |
| Manager: Yevgen Novikov            |                                    |                                    |                                    |

| Tușnad Cycling Team (ROM) · TCT | Tușnad Cycling Team (ROM) · TCT                          | Tușnad Cycling Team (ROM) · TCT | Tușnad Cycling Team (ROM) · TCT |
| ------------------------------- | -------------------------------------------------------- | ------------------------------- | ------------------------------- |
| #                               |                                                          | Ani                             | Poz                             |
| 31                              | Carol Eduard Novak (ROU)                                 | 35                              | AB-7                            |
| 32                              | Sergiu Cioban (MDA) · → Campionul Moldovei la contratimp | 24                              | 56                              |
| 33                              | Matija Kvasina (CRO)                                     | 30                              | 1                               |
| 34                              | Alexander Braico (MDA)                                   | 24                              | 19                              |
| 35                              | Evgeni Gerganov (BUL)                                    | 36                              | 16                              |
| 36                              | Krisztián Lovassy (HUN) · → Campionul Ungariei           | 23                              | 36                              |
| Manager: Attila Török           |                                                          |                                 |                                 |

| Ucraina (UKR) · UKR       | Ucraina (UKR) · UKR      | Ucraina (UKR) · UKR | Ucraina (UKR) · UKR |
| ------------------------- | ------------------------ | ------------------- | ------------------- |
| #                         |                          | Ani                 | Poz                 |
| 37                        | Andriy Kulyk (UKR)       | 22                  | 28                  |
| 38                        | Iurii Leontenko (UKR)    | 25                  | 7                   |
| 39                        | Dmytro Popov (UKR)       | 22                  | 36                  |
| 40                        | Andrey Bratashchuk (UKR) | 20                  | 11                  |
| 41                        | Oleksandr Golovash (UKR) | 20                  | 29                  |
| 42                        | Artem Tesler (UKR)       | 23                  | 15                  |
| Manager: Mykhailo Suralov |                          |                     |                     |

| Mazicon București (ROM) · MAZ | Mazicon București (ROM) · MAZ | Mazicon București (ROM) · MAZ | Mazicon București (ROM) · MAZ |
| ----------------------------- | ----------------------------- | ----------------------------- | ----------------------------- |
| #                             |                               | Ani                           | Poz                           |
| 43                            | Florin Saveliu (ROU)          | 33                            | 60                            |
| 44                            | Henrich Berger (GER)          | 26                            | 6                             |
| 45                            | Andrei Șerbănescu (ROU)       | 24                            | AB-3                          |
| 46                            | Istvan Terebesi (ROU)         | 18                            | 67                            |
| 47                            | Roland Schmit (GER)           | 22                            | AB-2                          |
| 48                            | Geroge Wolters (ROU)          | 41                            | 50                            |
| Manager: Csongor Bereckmery   |                               |                               |                               |

| Close2-Carrera-Gi-Esse (HUN) · CLO | Close2-Carrera-Gi-Esse (HUN) · CLO | Close2-Carrera-Gi-Esse (HUN) · CLO | Close2-Carrera-Gi-Esse (HUN) · CLO |
| ---------------------------------- | ---------------------------------- | ---------------------------------- | ---------------------------------- |
| #                                  |                                    | Ani                                | Poz                                |
| 49                                 | Péter Simon (HUN)                  | 20                                 | 27                                 |
| 50                                 | Máté Radonics (HUN)                | 19                                 | AB-3                               |
| 51                                 | Bernárd Bendegúz (HUN)             | 24                                 | 40                                 |
| 52                                 | Adám Wederits (HUN)                | 35                                 | AB-3                               |
| 53                                 | István Molnár (HUN)                | 23                                 | 52                                 |
| 54                                 | Márton Solymosi (HUN)              | 22                                 | AB-4                               |
| Manager: Ferenc Stubán             |                                    |                                    |                                    |

| Team Forman Cinelli (CZE) · CIN | Team Forman Cinelli (CZE) · CIN | Team Forman Cinelli (CZE) · CIN | Team Forman Cinelli (CZE) · CIN |
| ------------------------------- | ------------------------------- | ------------------------------- | ------------------------------- |
| #                               |                                 | Ani                             | Poz                             |
| 55                              | Petr Hudeček (CZE)              | 29                              | 39                              |
| 56                              | Lukáš Matula (CZE)              | 22                              | 53                              |
| 57                              | Ondřej Fierla (CZE)             | 18                              | 32                              |
| 58                              | Adam Kožušník (CZE)             | 19                              | AB-5                            |
| 59                              | Jirí Toman (CZE)                | 22                              | AB-3                            |
| 60                              | Miroslav Marek (CZE)            | 20                              | 61                              |
| Manager: Michaela Janošcová     |                                 |                                 |                                 |

| Clubul Sportiv Otopeni (ROM) · OTO | Clubul Sportiv Otopeni (ROM) · OTO                      | Clubul Sportiv Otopeni (ROM) · OTO | Clubul Sportiv Otopeni (ROM) · OTO |
| ---------------------------------- | ------------------------------------------------------- | ---------------------------------- | ---------------------------------- |
| #                                  |                                                         | Ani                                | Poz                                |
| 61                                 | Alexandru Ciocan (ROU)                                  | 34                                 | 35                                 |
| 62                                 | Bogdan Coman (ROU) · → Campionul României la contratimp | 21                                 | 42                                 |
| 63                                 | Nicolae Țintea (ROU)                                    | 21                                 | 24                                 |
| 64                                 | Alexandru Stancu (ROU)                                  | 20                                 | 26                                 |
| 65                                 | Adrian Nițu (ROU)                                       | 22                                 | AB-2                               |
| 66                                 | Valentin Pleșea (ROU)                                   | 18                                 | 20                                 |
| Manager: Mircea Romașcanu          |                                                         |                                    |                                    |

| Nessebar Shockblaze (BUL) · NES | Nessebar Shockblaze (BUL) · NES | Nessebar Shockblaze (BUL) · NES | Nessebar Shockblaze (BUL) · NES |
| ------------------------------- | ------------------------------- | ------------------------------- | ------------------------------- |
| #                               |                                 | Ani                             | Poz                             |
| 67                              | Martin Grashev (BUL)            | 25                              | 10                              |
| 68                              | Spas Gyurov (BUL)               | 26                              | 18                              |
| 69                              | Stanislav Zaraliev (BUL)        | 24                              | 14                              |
| 70                              | Radostin Yordanov (BUL)         | 22                              | 30                              |
| 71                              | Valentin Stoenchev (BUL)        | 20                              | 55                              |
| 72                              | Aleksandar Aleksiev (BUL)       | 19                              | 17                              |
| Manager: Dimitar Gospodinov     |                                 |                                 |                                 |

| Moldova (MDA) · MDA     | Moldova (MDA) · MDA       | Moldova (MDA) · MDA | Moldova (MDA) · MDA |
| ----------------------- | ------------------------- | ------------------- | ------------------- |
| #                       |                           | Ani                 | Poz                 |
| 73                      | Maxim Rusanc (MDA)        | 19                  | 13                  |
| 74                      | Andrei Vrabii (MDA)       | 20                  | AB-3                |
| 76                      | Iulian Braicov (MDA)      | 18                  | 57                  |
| 77                      | Mihail Gac (MDA)          | 20                  | AB-3                |
| 78                      | Nicolae Tantovitchi (MDA) | 18                  | 34                  |
| Manager: Viorel Fîntînă |                           |                     |                     |

| Team Ur-Krostitzer-Univega (GER) · UNI | Team Ur-Krostitzer-Univega (GER) · UNI | Team Ur-Krostitzer-Univega (GER) · UNI | Team Ur-Krostitzer-Univega (GER) · UNI |
| -------------------------------------- | -------------------------------------- | -------------------------------------- | -------------------------------------- |
| #                                      |                                        | Ani                                    | Poz                                    |
| 79                                     | Stefan Gaebel (GER)                    | 25                                     | 43                                     |
| 80                                     | Fabian Pohl (GER)                      | 32                                     | 23                                     |
| 81                                     | Johannes Heider (GER)                  | 24                                     | 3                                      |
| 82                                     | Michael Rinke (GER)                    | 28                                     | 63                                     |
| 83                                     | Philip Schulz (GER)                    | 32                                     | 41                                     |
| 84                                     | Alexander Tiedtke (GER)                | 31                                     | 58                                     |
| Manager: Karl-Heinz Pohl               |                                        |                                        |                                        |

- AB=Abandon, DSQ=Descalificat, DNS=Nu a luat startul
- Rutierii subliniați au fost câștigători de etapă în această ediție
- Din 82 au terminat cursa 67 de rutieri